# Дендерський зодіак
26°08′30″ пн. ш. 32°40′13″ сх. д. / 26.14166667° пн. ш. 32.67027778° сх. д.

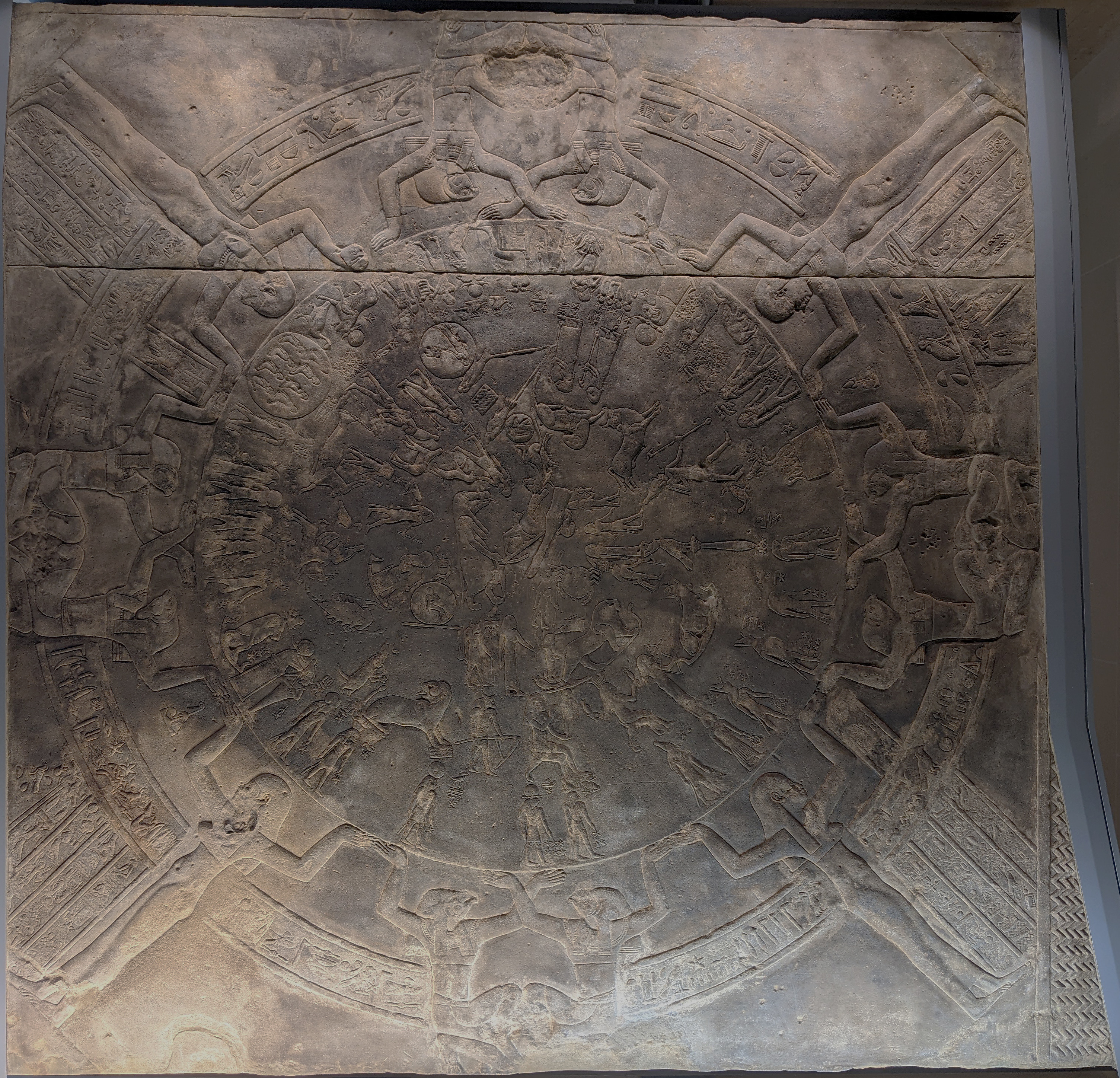
Дендерський зодіак в Луврі

Скульптурний Дендерський зодіак — це широко відомий єгипетський барельєф зі стелі пронаоса (портика) каплиці, присвяченої Осірісу в храмовому комплексі Хатор в Дендері, який містить зображення Тельця та Терезів. Будівництво цієї каплиці було розпочато в пізній період Птолемеїв; її пронаос був доданий імператором Тиберієм. Це дозволило Жану-Франсуа Шампольйону правильно датувати рельєф греко-римським періодом, однак більшість його сучасників відносили його до Нового царства. Було висловлено припущення, що рельєф, який Джон Х.Роджерс характеризував як «єдину повну мапу давнього неба, яку ми маємо», слугував основою, на якій були побудовані пізніші астрономічні системи. Зараз зодіак перебуває у Луврі.

## Дати затемнень

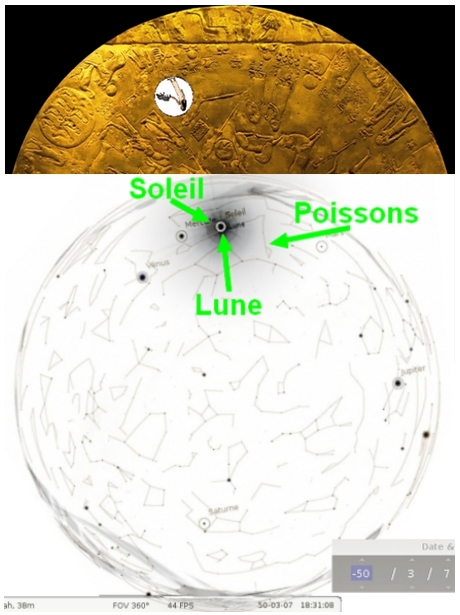
Сонячне затемнення 7 березня 51 до н. е.

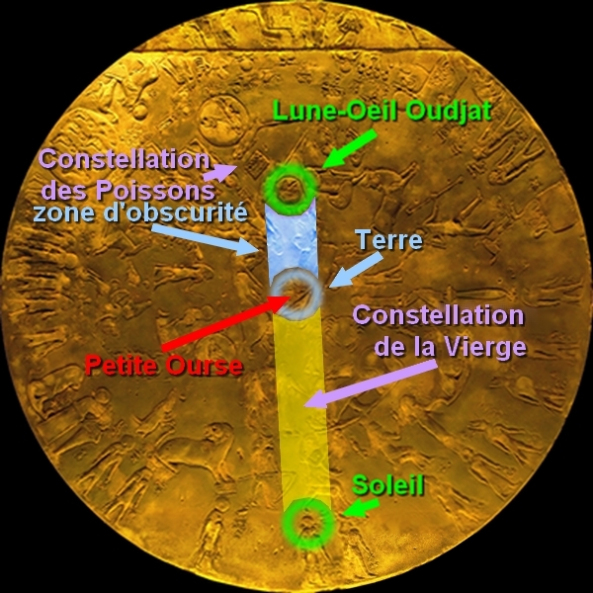
Місячне затемнення 25 вересня 52 р. до н. е.

Сільвія Ковіль з Центру комп'ютерних єгиптологічних досліджень Утрехтського університету та французький астрофізик Ерік Обур датували зодіак 50 р. до н. е. тому, що на зодіаку зображено розташування п'яти планет, відомих єгиптянам, яке повторюється раз на тисячу років, а також два затемнення.
Сонячне затемнення вказує на дату 7 березня 51 р. до н. е.: воно показане колом, всередині якого богиня Ісіда тримає бабуїна (бога Тота) за хвоста.
Місячне затемнення вказує на дату 25 вересня 52 р. до н. е.: воно показане колом, всередині якого Око Гора.

## Опис

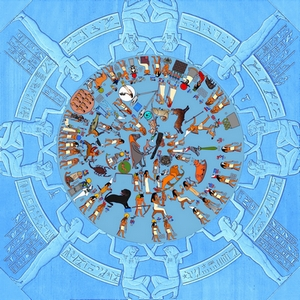
Дендерський зодіак в оригінальних кольорах (реконструкція)

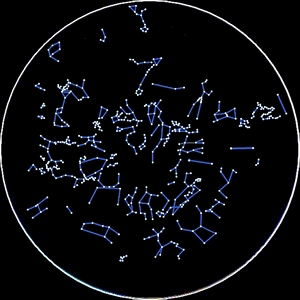
Дендерський зодіак з 48 сузір'ями Клавдія Птолемея, ідентифікованими серед 72 сузір'їв на ньому

Зодіак — це планісфера або мапа зірок в проєкції на площині, що показує 12 сузір'їв зодіакального поясу, що формують 36 деканів по 10 днів кожен, та планети. Декани — це групи зірок першої величини; вони використовувались у давньоєгипетському календарі, що засновувався на місячному циклі тривалістю близько 30 діб та на геліактичному сході зірки Сотіс (Сіріус).
Зображення зодіаку круглої форми є унікальним для мистецтва Стародавнього Єгипту, значно типовіші — прямокутні зодіаки, які також можна побачити в портику того самого храму.
Небесний купол зображений диском, який тримають чотири небесні колони у формі жінок, між якими розташовані духи з головами соколів. На першому кільці 36 духів символізують 360 днів давньоєгипетського року.
На внутрішньому колі можна побачити сузір'я, що формують знаки зодіаку. Деякі з них зображені в тих же греко-римських іконографічних образах, що і їх знайомі аналоги (напр. Овен (сузір'я), Телець, Скорпіон та Козоріг, хоча більшість у дивному куті в порівнянні зі стандартами Стародавньої Греція чи пізнішими арабськими та західними традиціями), а інші показані у давньоєгипетській формі: Водолій зображений як бог розливів Хапі, що тримає дві вази, з яких потоком тече вода. Роджерс відмітив спорідненість іконографії несхожих зображень з трьома табличками «Селевкідського зодіаку», а їх обох — зображеннями на кудурру, вавилонських межових каміннях: тобто, Роджерс вважав Дендерський зодіак «повною копією Месопотамського зодіаку».

## Історія знахідки та переміщення до Франції
Під час Єгипетської кампанії Наполеона, Домінік Віван-Денон замалював круглий, більш відомий, та прямокутні зодіаки храму Хатор. В 1802 році, по завершенню кампанії, Денон опублікував гравюри стелі храму в своїй Voyage dans la Basse et la Haute Egypte. Це викликало суперечку щодо віку зображення зодіаку, де думки розділились від десятків тисяч до тисяч чи до сотень років, та чи зодіак є планісферою або астрологічною картою. Торговець антикваріатом Себастьєн Луї Сольн'є найняв Клода Лелоррейна видалити зодіак з храму пилами, домкратами, ножицями та порохом. Стеля-зодіак була привезена в 1821 році в Париж періоду Реставрації Бурбонів та в 1822 була поміщена Людовиком XVIII в Королівську бібліотеку (пізніше названа Національна бібліотека Франції. В 1922 році зодіак було перенесено до Лувру.

## «Дендерська справа»
Суперечки довкола зодіаку, відомі як «Дендерська справа», залучили таких науковців: Жан Батист Жозеф Фур'є (який вважав, що вік зодіаку 2500 р. до н. е.), Томас Юнг, Жан-Франсуа Шампольйон та Жан-Батіст Біо. Йоганн Карл Буркхардт та Жан-Баптист Корабеф після дослідження зодіаку вважали, що стародавні єгиптяни розуміли випередження рівнодення. Шампольйон, серед інших, вважав, що це релігійний зодіак. Він датував зодіак 4 ст. н. е.. Жорж Леопольд Кюв'є датував його між 123 та 147 рр. н. е..